# Roger Muraro
Roger Muraro (* 13. Mai 1959 in Lyon) ist ein französischer Pianist und Musikpädagoge.

## Leben
Muraro hatte in seiner Kindheit Saxophonunterricht. Im Alter von 11 Jahren kam er an das Konservatorium von Lyon, wo er zum Klavier wechselte. 1977 bewarb er sich um die Aufnahme in das Conservatoire de Paris, bestand aber die Aufnahmeprüfung nicht. Jedoch wurde Yvonne Loriod, die Frau Olivier Messiaens, auf ihn aufmerksam, die ihn 1978 in ihre Klasse am Conservatoire aufnahm. Zusätzlich erhielt er Klavierunterricht bei Éliane Richepin, die ihn in das romantische Klavierrepertoire einführte.
1980 hatte Muraro seinen ersten öffentlichen Auftritt als Pianist in Lyon. 1986 gewann er beim Internationalen Tschaikowski-Wettbewerb den vierten Platz. 1988 spielte er erstmals Messiaens Vingt regards sur l’enfant-Jésus. Neben Messiaen, dessen gesamtes Klavierwerk er aufnahm, stehen Komponisten wie Mozart, Chopin, Mussorgski, Debussy und Albéniz im Mittelpunkt seines Repertoires.

## Diskographie
- Tchaikovski/Moussorgsky (Tschaikowski: Erstes Klavierkonzert, Mussorgski: Bilder einer Ausstellung) mit Gintaras Rinkevičius und der litauischen Staatssinfonie
- Ravel – Concertos pour piano mit Hubert Soudant und dem Sinfonieorchester Basel
- Rachmaninov: Sonate No2 op 36, Six moments musicaux, Variations sur un thème de Corelli, 1990
- Liszt: Harmonies poétiques et religieuses
- Chopin – Huit Polonaises, 1996
- Albéniz – Iberia
- Messiaen – Vingt regards sur l’enfant-Jésus
- Messiaen – Prélude et Fauvette des jardins
- Messiaen – Petites esquisses d'oiseaux
- Messiaen – Catalogue d’Oiseaux, 3 CDs
- Messiaen – Intégrale pour piano, 7 CDs
- Récital Chopin
- Regards sur le XXe siècle (Werke von Charles Ives, Gilles Tremblay, Betsy Jolas, Henri Dutilleux, Béla Bartók, Arnold Schönberg, Pierre Boulez und Messiaen)

| Personendaten    | Personendaten                           |
| ---------------- | --------------------------------------- |
| NAME             | Muraro, Roger                           |
| KURZBESCHREIBUNG | französischer Pianist und Musikpädagoge |
| GEBURTSDATUM     | 13. Mai 1959                            |
| GEBURTSORT       | Lyon                                    |